# Acronyches alexanderi
Acronyches alexanderi är en tvåvingeart som beskrevs av Nelson Papavero 1971. Acronyches alexanderi ingår i släktet Acronyches och familjen rovflugor. Inga underarter finns listade i Catalogue of Life.